# Храм Джаганнатхи (Комилла)

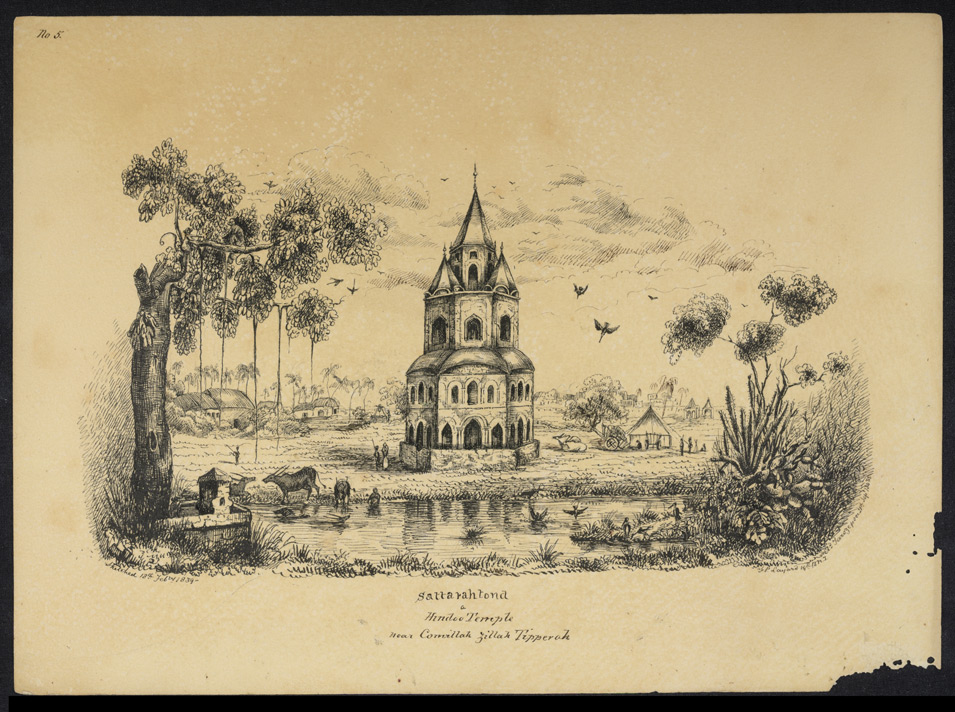
Храм Джаганнатхи в Комилле 1843

Храм Джаганна́тхи (англ. Comilla Jagannath Temple) — индуистский храм в городе Комилла, Бангладеш. Посвящён божеству Джаганнатхи. Храм был построен в XVI веке из кирпича, в типичном бенгальском стиле индуистской храмовой архитектуры. Изначально, храмовые божества Джаганнатхи, Баладевы и Субхадры были установлены для поклонения в храме в штате Трипура и лишь позднее перевезены в этот храм.